# Mole Nationalpark
Mole Nationalpark er landets største naturreservat og en af Ghanas syv nationalparker. Parken ligger i Savannah-regionen i Ghana på savanne- og i den ripariske zone (en) i en højde af 50 moh. med en skarp skråning, der danner parkens sydlige grænse. Parken ligger 24 km fra Damongo, regionens hovedstad, 146 km sydøst for Tamale, den regionale hovedstad før 2019. Parken ligger 700 km fra Accra og 430 km fra Kumasi. Parkens hovedindgang nås gennem den nærliggende by Larabanga. Den har et areal på omkring 4.577 kvadratkilometer ret uforstyrret Guineasavanne i den nordlige del af Ghana. Levi- og Mole-floderne er flygtige floder, der løber gennem parken men kun efterlader drikkehuller i den lange tørtid. Dette område af Ghana modtager over 10 mm nedbør om året. Der er lavet en langsigtet undersøgelse af Mole nationalpark for at forstå menneskelige jægeres indvirkning på dyrene i reservatet.
Parken er også Ghanas mest udviklede sted med hensyn til turistfaciliteter. Reservatet har Vestafrikas første luksus safarilodge beliggende i hjertet af Mole-skoven. Zaina, landets førende økolodge, tilbyder gæstfrihed i verdensklasse.

## Historie
Parkens område blev udpeget som et tilflugtssted for vilde dyr i 1958. I 1971 blev den lille menneskelige befolkning i området flyttet, og arealerne blev udpeget til en nationalpark. Mole nationalparken er som beskyttende område underfinansieret, og der eksisterer nationale og internationale bekymringer om krybskytteri og bæredygtighed i parken, men dens beskyttelse af vigtige antilopearter er blevet forbedret siden dens oprindelige grundlæggelse som fredet.
Siden mennesker fraflyttede området, er parken blevet et vigtigt studieområde for forskere. Det har givet mulighed for nogle langsigtede undersøgelser, især af relativt uforstyrrede steder sammenlignet med lignende områder i det tæt befolkede ækvatoriale Vestafrika. For eksempel viser en undersøgelse af den fastboende bestand på 800 elefanter, at elefantskader på store træer varierer med de forskellige træarter. I Mole har elefanter en større tendens til alvorligt at skade økonomisk vigtige arter som Burkea africana, et vigtigt tropisk løvtræ, og Vitellaria paradoxa, kilden til sheasmør, i forhold til den mindre vigtige Terminalia spp.
For nylig er honning lavet af blomster i Molé nationalskov blevet regionens første fairtradevare. I nærheden høster landsbyboere honningen ved hjælp af traditionelle, ikke-invasive metoder og har indgået et samarbejde med en virksomhed i Utah for at sælge honning som et sundhedstilskud i USA. Programmet var medstiftet af Ashantihøvdingen Nana Kwasi Agyemang, som håber at genskabe lokal interesse for honningen og til sidst eksportere den til andre lande i Afrika.

## Flora
Træarter i parken omfatter Burkea africana, Isoberlinia doka og Terminalia macroptera. Savannagræsserne er ikke diverse, men kendte arter omfatter en pigsedge, Kyllinga echinata, en Aneilema, Aneilema setiferum var. pallidiciliatum og to endemiske medlemmer af Asclepiadaceae- underfamilien, vinen Gongronema obscurum og den spiselige geofyt, Raphionacme vignei.

## Fauna
Parken er hjemsted for over 93 arter af pattedyr, og de store pattedyr, herunder en bestand af elefanter, flodheste, bøfler og vortesvin. Parken huser adskillige antilopearter, herunder kob, vandbuk, hesteantilope, koantilope, oribi, skriftantilope og to dykkerantiloper, den røde duiker og den gulryggede duiker. Anubisbavianer, sort-hvide colobus-aber, grøn marekat og husaraber er de kendte arter af aber, der er bosiddende i parken. Der er 33 kendte arter af krybdyr i parken. Observationer af hyæner, løver og leoparder er usædvanlige, men disse kødædere var tidligere almindelige i parken. Blandt de 344 listede fuglearter kan nævnes kampørnen, den kritisk truede hvidhovedet grib og palmegribbe, sadelnæbbet storke, hejrer, savanne-ellekrage, violturacoen, forskellige tornskader og den rødstrubede biæder. Parken er blevet udpeget som et vigtigt fugleområde (IBA) af BirdLife International, fordi den understøtter betydelige bestande af mange fuglearter.

## Turisme
Forbedringer af vejene til parken, fik antallet af besøgende til at stige fra 14.600 i 2014 til 17.800 i 2015. Omkring 20-40 % af de besøgende er udlændinge. Parkens leder Farouk Umaru Dubiure har udtalt: "Selvom vi modtog mange besøgende, var de genererede midler meget lave, fordi 70 procent af de besøgende var ghanesiske studerende, der betaler lidt for at besøge parken. Disse studerende besøger også parken samme dag og vender tilbage, sammenlignet med de udlændinge, der bruger flere dage på at se parken godt." 
Den nye vej har dog også fået skylden for at lette ulovlig hugst af palisander der sendes til Kina.
Andre turistattraktioner omkring Mole-området omfatter Bui Nationalpark, Paga Crocodile Pond og Larabanga-moskeen.